# 桜あゆみ
桜 あゆみ（さくら あゆみ、1986年9月17日 - ）は、日本のグラビアアイドル。旧名義は桜井 あゆみ。

## 経歴
北海道出身。デビューのきっかけは家の近くでのスカウト。
音楽大学の出身で、高等学校教員（音楽）の免許をもつ。2008年、初DVD『VOLTAGE X』が発売され、発売記念イベントで歌声を披露した。2010年、9枚目のDVD『デカメロン』が発売された。

## 作品

### DVD
- VOLTAGE X（2008年3月28日、オルスタックピクチャーズ、桜井あゆみ名義）
- 爆乳カンタービレ（2008年8月7日、ベガファクトリー）
- 恋愛小説6（2008年10月22日、ビーエムドットスリー）
- Cara（2009年1月29日、デジワークス）
- nu image（2009年4月24日、スパイスビジュアル）
- メロメローン（2009年7月25日、エアーコントロール）
- 桜ぱい（2009年11月13日、BNS）
- JUICY FRUIT（2009年12月18日、メディアブランド）
- デカメロン（2010年4月2日、グラッソ）

### 雑誌グラビア
- 週刊実話2009年7月16日号、『ゆっさゆさ揺れるHカップ 激震ロリ巨乳 桜あゆみ』19頁。
- 週刊実話2009年2月5日号、『現役音大生声楽科のプニッムニッBODY! 桜あゆみ Hカップ 乳マーミレ♪』18頁。
- アサヒ芸能2009年5月7・14日合併号、『芸能界を席巻するG級美女20人!』10頁。
- 週刊実話2010年4月15日号、『ボリューミーHカップと妄想混浴! 「一緒に入ろッ」 桜あゆみ』222頁。